# 진주탑 (1960년 영화)
진주탑(A Pearl Tower)은 한국에서 제작된 김묵 감독의 1960년 드라마 영화이다. 김진규 등이 주연으로 출연하였고 윤봉춘 등이 제작에 참여하였다.

## 출연

### 주연
- 김진규
- 조미령
- 황해

## 제작진
- 원작자: 김래성
- 원작자: 알렉상드르 뒤마 페레
- 조명: 고해진
- 미술: 박석인
- 현상: 김창수